# Kento Fukuda
Kento Fukuda (福田 健人 Kento Fukuda?), född 15 maj 1990 i Ibaraki prefektur, är en japansk fotbollsspelare.
Fukuda började sin karriär 2009 i Shonan Bellmare. 2010 blev han utlånad till FC Kariya. 2012 blev han utlånad till Fujieda MYFC.